# Banie (gmina)
Banie – gmina wiejska położona jest w środkowej części powiatu gryfińskiego. Siedzibą władz gminy jest wieś Banie.
Miejsce w województwie (na 114 gmin): powierzchnia 50., ludność 59.
Gmina stanowi 11,0% powierzchni powiatu.
Według danych z 31 grudnia 2019 gminę zamieszkiwało 6308 osób.

## Położenie
Sąsiednie gminy:
- Chojna, Gryfino, Trzcińsko-Zdrój i Widuchowa (powiat gryfiński)
- Myślibórz (powiat myśliborski)
- Bielice i Kozielice (powiat pyrzycki)

Do 31 grudnia 1998 gmina wchodziła w skład województwa szczecińskiego.

## Demografia
Dane z 31 grudnia 2005:
| Opis                              | Ogółem | Ogółem | Kobiety | Kobiety | Mężczyźni | Mężczyźni |
| --------------------------------- | ------ | ------ | ------- | ------- | --------- | --------- |
| jednostka                         | osób   | %      | osób    | %       | osób      | %         |
| populacja                         | 6589   | 100    | 3301    | 50,1    | 3288      | 49,9      |
| gęstość zaludnienia (mieszk./km²) | 32     | 32     | 16      | 16      | 16        | 16        |

- Liczba ludności:
  - w wieku przedprodukcyjnym: 1 483
  - w wieku produkcyjnym: 4 084
  - w wieku poprodukcyjnym: 797
- Saldo migracji: -2 (osób)
- Przyrost naturalny: 1,9‰ (13 osób)
- Stopa bezroboicia: 15,4% (2006)

| Rok  | Liczba ludności |
| ---- | --------------- |
| 1995 | 6 713           |
| 1996 | 6 704           |
| 1997 | 6 716           |
| 1998 | 6 786           |
| 1999 | 6 783           |
| 2000 | 6 556           |
| 2001 | 6 556           |
| 2002 | 6 600           |
| 2003 | 6 587           |
| 2004 | 6 583           |
| 2005 | 6 589           |

Gminę zamieszkuje 7,7% ludności powiatu.

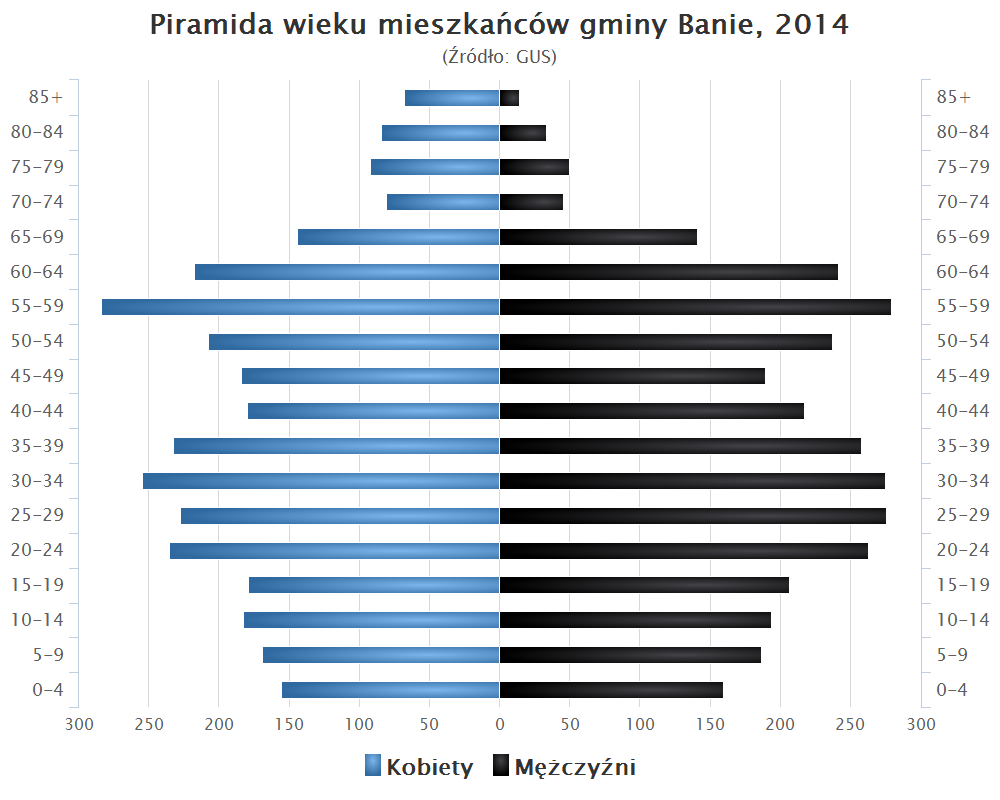
Piramida wieku mieszkańców gminy Banie w 2014 roku

## Przyroda i turystyka
Gmina leży na Pojezierzu Myśliborskim i Równinie Wełtyńskiej. Przez rzekę Tywę prowadzi szlak kajakowy. Tworzy ona kilka jezior, m.in. największe jezioro Długie. W gminie zostały wytyczone 2 szlaki turystyczne:
- – Szlak Pojezierza Myśliborskiego (z Lipian do Chwarstnicy)
- – Szlak Pojezierza Trzcińskiego.

Tereny leśne zajmują 26% powierzchni gminy, a użytki rolne 60%.

## Komunikacja
Przez gminę Banie prowadzą drogi wojewódzkie:
- DW121 łącząca Banie z Gryfinem (22 km) i z przejściem granicznym w Krajniku Dolnym (29 km)
- DW122 w kierunku Pyrzyc (17 km), oraz przez wieś Rów (15 km) do Myśliborza (28 km).

Banie uzyskały połączenie kolejowe w 1895 po wybudowaniu linii kolejowej z Chwarstnicy do Swobnicy. W 1991 linia została zamknięta, a rok później odcinek Banie – Swobnica rozebrany. W 2007 rozebrano pozostały odcinek linii Chwarstnica – Banie.
W gminie czynna jest jedna placówka pocztowa: Banie (PNA 74-110) oraz ajencja pocztowa: Lubanowo (PNA 74-111).

## Samorząd
W 2016 wykonane wydatki budżetu gminy Banie wynosiły 25,1 mln zł, a dochody budżetu 26,7 mln zł. Zobowiązania samorządu (dług publiczny) według stanu na koniec 2016 r. wynosiły 2,1 mln zł, co stanowiło 7,7% poziomu dochodów.

## Podział administracyjny
Sołectwa gminy Banie:
- Babinek, Baniewice, Dłusko Gryfińskie, Dłużyna, Górnowo, Kunowo, Lubanowo, Parnica, Piaseczno, Piaskowo, Rożnowo, Sosnowo, Swobnica i Tywica.

## Miejscowości
- Banie (miasto w latach 1230–1945, obecnie wieś gminna)

Miejscowości gminy Banie:
- Babinek, Baniewice, Dłusko Gryfińskie, Dłużyna, Górnowo, Kunowo, Lubanowo, Parnica, Piaseczno, Piaskowo, Rożnowo, Sosnowo, Swobnica, Tywica, Długie, Dłusko Leśne, Piaszno, Skotniki, Trzaski.

## Miasta partnerskie
- Gmina Gerswalde